# Rob Baxter
Pour les articles homonymes, voir Baxter.
Rob Baxter, né le 10 mars 1971 à Tavistock, dans le Devon, est un joueur anglais de rugby à XV. Il devient par la suite entraîneur. Il est directeur du rugby des Exeter Chiefs depuis 2009.

## Biographie
Il évolue au poste de deuxième ligne durant 14 ans au Exeter Chiefs. Il est capitaine de l'équipe pendant 10 ans.
Il joue quatre matchs et inscrit un essai avec les Barbarians de 1998 à 2004. Il en est le capitaine en juin 2004 contre le Portugal.
En 2009, il devient directeur du rugby des Exeter Chiefs. En 2017, il mène le club à son premier titre de Champion d'Angleterre de son histoire. En 2020, le club remporte sa première Coupe d'Europe.

## Palmarès
- Vainqueur du RFU Championship en 2010
- Vainqueur de la Coupe Anglo-galloise en 2014 et 2018
- Champion d'Angleterre en 2017
- Vainqueur de la Coupe d'Europe en 2020

## Parcours en tant qu'entraîneur
| Saison      | Club          | Division              | Poste              | Classement             | Coupe d'Europe             | Challenge européen         |
| ----------- | ------------- | --------------------- | ------------------ | ---------------------- | -------------------------- | -------------------------- |
| 2009 - 2010 | Exeter Chiefs | National Division One | Directeur du rugby | 2e                     | -                          | -                          |
| 2010 - 2011 | Exeter Chiefs | Aviva Premiership     | Directeur du rugby | 8e                     | -                          | Éliminé en poule           |
| 2011 - 2012 | Exeter Chiefs | Aviva Premiership     | Directeur du rugby | 5e                     | -                          | Éliminé en quart-de-finale |
| 2012 - 2013 | Exeter Chiefs | Aviva Premiership     | Directeur du rugby | 6e                     | Éliminé en poule           | -                          |
| 2013 - 2014 | Exeter Chiefs | Aviva Premiership     | Directeur du rugby | 8e                     | Éliminé en poule           | -                          |
| 2014 - 2015 | Exeter Chiefs | Aviva Premiership     | Directeur du rugby | 5e                     | -                          | Éliminé en demi-finale     |
| 2015 - 2016 | Exeter Chiefs | Aviva Premiership     | Directeur du rugby | 2e, défaite en finale  | Éliminé en quart-de-finale | -                          |
| 2016 - 2017 | Exeter Chiefs | Aviva Premiership     | Directeur du rugby | Champion d'Angleterre  | Éliminé en poule           | -                          |
| 2017 - 2018 | Exeter Chiefs | Aviva Premiership     | Directeur du rugby | 1er, défaite en finale | Éliminé en poule           | -                          |
| 2018 - 2019 | Exeter Chiefs | Gallagher Premiership | Directeur du rugby | 1er, défaite en finale | Éliminé en poule           | -                          |
| 2019 - 2020 | Exeter Chiefs | Gallagher Premiership | Directeur du rugby | Champion d'Angleterre  | Vainqueur                  | -                          |
| 2020 - 2021 | Exeter Chiefs | Gallagher Premiership | Directeur du rugby | 2e, défaite en finale  | Éliminé en quart-de-finale | -                          |

## Décorations
- Ordre de l'Empire britannique à titre civil (Officier, 2021)